# Letter 2 My Unborn
Letter 2 My Unborn – drugi singiel amerykańskiego rapera Tupaca Shakura promujący album Until the End of Time wydany w 2001 roku. W wersji oryginalnej został nagrany w 1995 roku. Utwór miał się znaleźć na albumie Euphanasia, który się jednak nie ukazał. Do singla powstał teledysk. Zawiera sample z utworu „Liberian Girl” Michaela Jacksona.

## Lista utworów
12"
1. „Letter 2 My Unborn” – 3:55
2. „Letter 2 My Unborn” (instrumental) – 3:55
3. „Hell 4 a Hustler” – 4:56

Promo
- Side A

1. „Letter 2 My Unborn” – 3:57
2. „Letter 2 My Unborn” (instrumental) -	3:57
3. „Letter 2 My Unborn” (a cappella) – 3:56

- Side B

1. „Niggaz Nature” (remix) (radio edit) – 3:45
2. „Niggaz Nature” (remix) – 5:04
3. „Niggaz Nature” (remix) (instrumental) – 5:08
4. „Niggaz Nature” (remix) (a cappella) – 4:57

## Miejsca na listach przebojów
| Notowania        | Najwyższa pozycja |
| ---------------- | ----------------- |
| U.S. R&B/Hip-Hop | 64                |
| UK Singles Chart | 21                |